# Блакитний бурштин

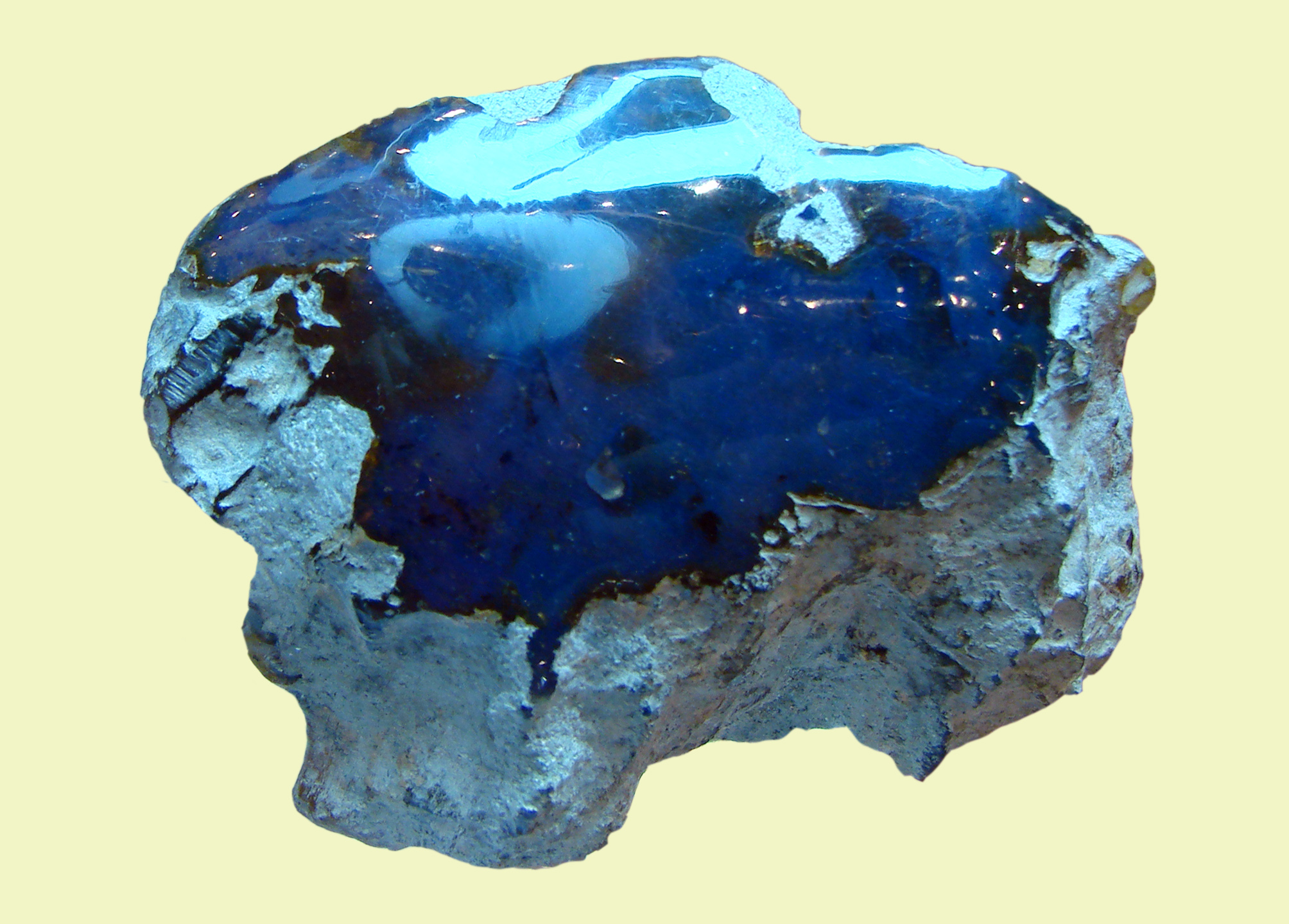
Блакитний домініканський бурштин

Блаки́тний буршти́н (англ. Blue amber) — бурштин з рідкісним блакитним забарвленням. Найчастіше зустрічається в бурштинових шахтах гірських хребтів навколо Сантьяго, також його видобувають у Мексиці, Нікарагуа, Домініканській Республіці. Будучи маловідомим через свою рідкість, він існує з моменту відкриття домініканського бурштину. У деяких містах Центральної Америки, що розташовані в «бурштинових» районах, створено музеї сонячного каміння. Найвідоміший з них — мексиканський Музей інклюзив «Прихований камінь», що має колекцію в 10 тисяч зразків.

## Властивості
При штучному освітленні блакитний бурштин виглядає як звичайний бурштин, але під впливом сонячного світла він має інтенсивне флуоресцентне блакитне світіння. В ультрафіолетовому світлі він світиться яскраво-молочно-блакитним кольором. Цей ефект можна порівняти з океаном, який, хоча і прозорий, може здаватися від світло-блакитного до темно-синього і чорного кольору залежно від глибини, маси, солоності і т.д.
Блакитний бурштин випромінює дуже приємний запах, який відрізняється від звичайного бурштину, коли його ріжуть чи полірують.